# Vụ tấn công Minya 2017
Vào ngày 26 tháng 5 năm 2017, những tay súng đeo mặt nạ đã kích nổ đoàn xe chở các tín đồ Kitô hữu người Copt đi từ Maghagha tại tỉnh Minya của Ai Cập, giết chết ít nhất 28 người và làm bị thương 22 người khác. Đoàn xe đang trên đường đến tu viện Xưng tội St. Samuel ở tỉnh Bue Suef khi nó bị tấn công.

## Bối cảnh
Tín đồ Cơ đốc giáo người Copt ở Ai Cập đã phải đối mặt với tình trạng bức hại và bạo lực gia tăng trong những năm gần đây và vào tháng 2 năm 2017, Nhà nước Hồi giáo Iraq và Levant - tỉnh Sinai đã kêu gọi các cuộc tấn công vào Kitô hữu, khiến hàng trăm tín đồ Kitô hữu ở khu vực Bắc Sinai phải di tản khỏi nhà và không tổ chức lễ Phục Sinh. Vào ngày 9 tháng 4 năm 2017, Chủ Nhật Lễ Lá, ISIS-SP đã ném bom hai nhà thờ Copt-St. Nhà thờ George ở thành phố Tanta trên vùng đồng bằng sông Nile ở phía bắc Ai Cập và Nhà thờ chính thống Cơ đốc Copt Saint Mark, nhà thờ chính tòa tại Alexandria, giết chết 45 người và làm bị thương ít nhất 125 người khác. Để đối phó với những cuộc tấn công của Chủ Nhật Lễ lá, tổng thống Ai Cập Abdel Fattah el-Sisi thông báo tình trạng khẩn cấp trên khắp đất nước trong thời gian ba tháng.